# Escalante (departamento)
Escalante é um departamento da Argentina, localizado na província do Chubut.